# 翼长节棱菱蟹
翼长节棱菱蟹（学名：Tutankhamen pteromerus）为菱蟹科棱菱蟹属的动物。分布于日本、夏威夷，包括东海、南海等海域，生活环境为海水，一般生活于水深50-210米的沙质以及泥沙质或具碎贝壳的海底。